# Lychnosea helveolaria
Lychnosea helveolaria är en fjärilsart som beskrevs av George Duryea Hulst 1881. Lychnosea helveolaria ingår i släktet Lychnosea och familjen mätare. Inga underarter finns listade i Catalogue of Life.